# Accordo di Strasburgo relativo alla classificazione internazionale dei brevetti
L'accordo di Strasburgo relativo alla classificazione internazionale dei brevetti è una convenzione firmata a Strasburgo, in Francia, il 24 marzo 1971 ed entrata in vigore il 7 ottobre 1975 riguardo alla classificazione dei brevetti.
Stabilisce infatti una classificazione comune per brevetti di invenzioni, certificati di inventori, modelli d'utilità e certificati d'utilità nota come "classificazione internazionale dei brevetti" (IPC, International Patent Classification). L'accordo fu emendato il 28 settembre 1979.

## Classificazione
Questo sistema di classificazione si articola i 8 sezioni, 20 sottosezioni, 618 sottoclassi, circa 58.000 gruppi ognuno contrassegnato da un simbolo identificativo. Ciascun ufficio brevetti appone il simbolo su ogni brevetto emesso per una rapida e sicura individuazione del settore di appartenenza.

## Stati membri
Gli stati membri della convenzione di Parigi per la protezione della proprietà industriale del 1883 possono diventare membri dell'accordo di Strasburgo.
Nel maggio 2006 i contraenti dell'accordo di Strasburgo erano 56.